# Babler-Oxidation
Die Babler-Oxidation oder Babler-Dauben-Reaktion ist in der Organischen Chemie eine Namensreaktion zur Alkoholoxidation, bei der ein tertiärer Allylalkohol mit Pyridiniumchlorochromat (PCC) oxidiert wird. Dabei entsteht ein Enon:
In dieser Reaktion entsteht ein konjugierter Aldehyd oder ein konjugiertes Keton.  Die Reaktion wird in einem getrockneten Lösungsmittel (z. B. Dichlormethan oder Chloroform) durchgeführt.

## Reaktionsmechanismus
Zu Anfang entsteht ein Chromatester 1. Durch eine [3,3]-sigmatrope Umlagerung bildet sich ein anderer Chromatester 2.  Dann  wird 2 oxidiert zum konjugierten Enon 3:
Statt PCC kann auch TEMPO als Oxidationsmittel benutzt werden.